# Dzianis Saviankou
Denis Savenkov (né le 17 septembre 1983 à Homiel) est un gymnaste biélorusse.
Il remporte à deux reprises la médaille de bronze lors du concours général individuel aux championnats d'Europe de gymnastique artistique masculine.